# Агафонов, Валерий Иванович
Валерий Иванович Агафонов (род. 1941) — советский хоккеист, защитник, нападающий.
Карьеру провёл в командах Новосибирска. Начинал играть в «Энергии» (1958/59), с этого же сезона — в «Динамо». Провёл за эту команду, впоследствии переименованную в «Сибирь», восемь сезонов (1959/60 — 1961/62, 1965/66 — 1969/70) в чемпионате СССР.